# Divine (Band)
Divine war eine US-amerikanische R&B-Girlgroup.

## Mitglieder
- Nikki Bratcher
- Tonia Tash
- Kia Thornton

## Geschichte
Gegründet wurde die Gruppe 1996, als deren Mitglieder noch Teenager waren. Ihre erste Single Lately war der größte Hit des Trios, es belegte Platz 1 in den Billboard Hot 100 und erlangte in den USA Platin-Status. International war die Single weniger erfolgreich. Später folgte mit One More Try ein Cover des gleichnamigen Songs von George Michael. 2000 löste sich die Gruppe auf. Kia Thornton nahm 2007 an der sechsten Staffel von American Idol teil, schaffte es jedoch nicht in die Endrunde.

## Diskografie

### Studioalben
| Jahr | Titel Musiklabel             | Anmerkungen                            |
| ---- | ---------------------------- | -------------------------------------- |
| 1998 | Fairy Tales Pendulum Records | Erstveröffentlichung: 27. Oktober 1998 |

### Singles
| Jahr | Titel Album              | Höchstplatzierung, Gesamtwochen, AuszeichnungChartplatzierungen (Jahr, Titel, Album, Platzierungen, Wochen, Auszeichnungen, Anmerkungen) | Höchstplatzierung, Gesamtwochen, AuszeichnungChartplatzierungen (Jahr, Titel, Album, Platzierungen, Wochen, Auszeichnungen, Anmerkungen) | Höchstplatzierung, Gesamtwochen, AuszeichnungChartplatzierungen (Jahr, Titel, Album, Platzierungen, Wochen, Auszeichnungen, Anmerkungen) | Höchstplatzierung, Gesamtwochen, AuszeichnungChartplatzierungen (Jahr, Titel, Album, Platzierungen, Wochen, Auszeichnungen, Anmerkungen) | Höchstplatzierung, Gesamtwochen, AuszeichnungChartplatzierungen (Jahr, Titel, Album, Platzierungen, Wochen, Auszeichnungen, Anmerkungen) | Anmerkungen                                                   |
| Jahr | Titel Album              | DE | AT | CH | UK | US | Anmerkungen                                                   |
| ---- | ------------------------ | --- | --- | --- | --- | --- | ------------------------------------------------------------- |
| 1998 | Lately Fairy Tales       | DE75 (8 Wo.)DE | — | — | UK52 (2 Wo.)UK | US1 Platin · (27 Wo.)US | Erstveröffentlichung: 25. August 1998 Verkäufe: + 1.000.000   |
| 1999 | One More Try Fairy Tales | — | — | — | — | US29 (9 Wo.)US | Erstveröffentlichung: 9. Januar 1999 Original: George Michael |